# كاثارينا روز
كاثارينا روز (بالهولندية: Catharina Rose)‏ هي عسكري هولندية، ولدت في عقد 1550، وتوفيت في عقد 1600.